# Ђуро Ђаковић
Ђуро Ђаковић (Бродски Варош, код Славонског Брода, 30. новембар 1886 — Свети Дух, код Дравограда, 25. април 1929) био је металски радник и револуционар, организациони секретар Централног комитета КПЈ, од априла 1928. до априла 1929. године, један од најистакнутијих бораца радничке класе Југославије и жртва белог терора.
Као млади браварски радник у Сарајеву се 1905. прикључио радничком покрету и постао члан синдиката, а 1909. је постао члан Социјалдемократске странке Босне и Херцеговине (СДСБиХ). Био је истакнути омладински руководилац и учесник радничких штрајкова у Сарајеву. На почетку Првог светског рата, као противнику рата аустроугарске власти су му судиле за „велеиздају”, након чега је био на принудном раду.
Крајем 1917. обновио је рад Савеза металских радника и постао његов председник, а потом и члан управе Главног радничког савеза Босне и Херцеговине. Као члан Главног одбора СДСБиХ био је један од заговорника стварања јединствене југословенске радничке партије, а априла 1919. учесник „Конгреса уједињења” на коме је створена Социјалистичка радничка партија Југославије (СРПЈ(к)). Након тога је због учешћа у припреми и одржавању прославе Првог маја у Сарајеву, био ухапшен и неколико месеци задржан у притвору.
Јуна 1920. на Другом конгресу КПЈ изабран је за члана Централног партијског већа, а новембра исте године на првим парламентарним изборима за народног посланика Уставотворне скупштине Краљевине СХС. Јуна 1921. отишао је у Москву, где је био делегат на Трећем конгресу Коминтерне и Првом конгресу Црвене синдикалне интернационале. Након повратка у Југославију, ухапшен је и јула 1922. осуђен у Сарајеву на десет месеци затвора због комунистичког и синдикалног деловања након доношења „Обзнане”.
По изласку из затвора, наставио је са политичким и револуционарним радом, због чега је више пута хапшен, а 1923. протеран је у родно место. Тамо је наставио са политичким радом, а на општинским изборима у Бродском Варошу, августа 1925. листа Радничко-сељачког блока, коју је предводио, однела је победу и он је од септембра 1925. до новембра 1926. био начелник општине. Због заступања интереса сиромашних сељака, често је долазио у сукоб са богатим сељацима, трговцима и Котарским начелником, због чега је разрешен дужности. Након истека прогона, крајем 1926. најпре је отишао у Славонски Брод, а августа 1927. у Загреб, где је постао секретар Обласног одбора Савеза радника металне индустрије Хрватске.
Крајем 1927. руководство ЦК КПЈ послало га је у Москву на школовање на Међународној лењинској школи, где је остао до маја 1928. када га је Извршни комитет Коминтерне као свог опуномоћеника послао у Југославију, с циљем да ради на спровођењу „Отвореног писма” упућеног члановима КПЈ. Под псеудонимом „Боснић” активно је радио на обиласку и сређивању партијских организација и припремама Четвртог конгреса КПЈ, на коме је новембра 1928. изабран за организационог секретара Централног комитета КПЈ, с обзиром да је био један од најистакнутијих бораца против фракцијских борби у КПЈ.
Након завођења Шестојануарске диктатуре краља Александра, ухапшен је априла 1929. године, заједно са Николом Хећимовићем, секретаром Црвене помоћи. Полицији, која је код њега пронашла илегални партијски материјал, рекао да је партијски курир, па је након неколико дана ислеђивања заједно са Хећимовићем одведен на југословенско-аустријску границу, ради наводног извиђања терена преко кога се одвија илегални прелазак. Тамо су 25. априла 1929. убијени у исценираном покушају бега, а полицијске власти су покушале да прикрију ово убиство. Накнадном ексхумацијом, извршеном 7. маја утврђено је да је на жртве пуцано спреда с малог растојања, чиме је доказано смишљено убиство.
На двадесету годишњицу смрти, априла 1949. његови посмртни остаци су пренети у Београд и сахрањени у Гробници народних хероја на Калемегдану.

## Биографија
Рођен је 30. новембра 1886. године у селу Бродски Варош, код Славонског Брода. Потицао је из сиромашне сељачке породице Стјепана Стипе Ђаковића и Кате, рођене Галовић, који су поред њега имали старијег сина Ивана и млађу ћерку Лизу. Године 1893. пошао је у четворогодишњу основну школу. Због болести, која га је задесила у току четвртог разреда, из школе је одсуствовао више од шест месеци, па је морао да поново похађа четврти разред, који је завршио 1898. године. Пошто није имао средстава за наставак школовања, наредне 1899. пошао је на изучавање браварског заната, који је изучавао и његов старији брат Иван. Занат је учио у Дервенти код браварског мајстора Гашпара Штиглића. Током учења заната, задобио је повреду у којој је изгубио део средњег прста на десној руци.
Године 1903, након завршетка изучавања заната, дошао је у Славонски Брод, где се априла исте године запослио као браварски помоћник код браварског мајстора Јосипа Дитриха. Као млади радник, 11. маја исте године учествовао је у демонстрацијама против режима бана Хрватске бановине Кароља Куена Хедерварија, као и у нападу на железничку станицу у Славонском Броду, због чега је ухапшен. Наредне 1904. у потрази за послом отишао је у Сарајево. Током наредних година радио је на више места у граду, а пар месеци током 1905. у Завидовићима. Од половине 1905. у Сарајеву је почео активније да делује и развија се раднички покрет, у који се Ђаковић почео укључивати, а новембра исте године постао је члан тада основане синдикалне организације — Савеза ковинарских (металских) радника Сарајева. Маја 1906. учествовао је у генералном штрајку радника Босне и Херцеговине, а у току исте године полицијске власти у Сарајеву су његово име и фотографију уврстиле у албум политички сумњивих лица, у који су била уписивана лица која су означена као непријатељи Аустроугарске.

### Рана политичка активност 1908—1912.
Фебруара 1908. године Ђуро се накратко вратио у Славонски Брод, али се већ половином исте године вратио у Сарајево. У овом периоду, посебно се ангажовао на прикупљању добровољних прилога за „Фонд за покретање радничког листа”, који је био покренут јануара 1908. године. Од априла наредне године, Ђуро је као повереник Савеза металских радника био задужен за преузимање и растурање листа „Глас слободе” међу члановима Савеза. Када је крајем јуна 1909. године одржан Оснивачки конгрес Социјалдемократске странке Босне и Херцеговине (СДСБиХ) Ђуро је приступио овој странци. Марта 1910. године на Годишњој скупштини Савеза металских радника био је изабран за секретара Управе Савеза, а у априлу је био изабран за једног од 46 делегата за Среску болесничку благајну.
У периоду од половине јула до краја августа 1910. године у Сарајеву је вођен штрајк око 840 грађевинских радника с циљем повећања плата и скраћивања радног времена. Ђуро је активно учествовао у овом штрајку и био је део ударне групе штрајкача, која је учествовала у нападима на раднике-штрајкбрехере, које су грађевински предузимачи доводили из Травника, Војводине и Словеније. Марта 1911. године на Годишњој скупштини Савеза металских радника, Ђуро је као секретар овог Савеза поднео извештај о раду Управе и материјалном стању синдиката. Приликом избора нове Управе Савеза Ђуро је био изабран за њеног члана. Августа исте године, Ђуро је као активнији члан Социјалдемократске странке, на Годишњој скупштини сарајевске организације СДСБиХ приликом избора нове Управе био изабран за члана контроле. У току ове године, Ђуро је био веома активан у акцији прикупљања прилога за изградњу Радничког дома.
Фебруара 1912. године Ђуро се оженио са Мандом Боревковић, из села Горња Врба, код Славонског Брода, с којом је имао троје деце — сина Стјепана рођеног 15. децембра 1912, ћерку Ружу рођену 10. септембра 1917. и сина Јосипа рођеног 15. јула 1921. године. Након склапања брака, Мада је са Ђуром дошла у Сарајево, где су изнајмили стан у близини Творнице дувана, где је Ђуро радио. Марта исте године, на иницијативу и уз подршку Социјалдемократске странке БиХ и Главног радничког савеза БиХ, у Сарајеву је формирана општерадничка омладинска организација — Савез младих радника, чији је задатак био да ради на окупљању радничке омладине, њиховом организовању и припремању за радничке, струковне и политичке организације. Један од оснивача овог омладинског Савеза био је и Ђуро. Убрзо након овога, крајем априла је у Сарајеву избио општи штрајк графичких радника, због гажења колективног уговора и отпуштања 20 слово-слагача из штампарије „Српска ријеч”. Када је редакција овог листа нашла нове раднике из Београда и одлучила да их доведе у Сарајево, Ђуро је заједно с групом активиста отишао у Зеницу, где је дочекао раднике-штрајкбрехере и спречио их да дођу у Сарајево, чиме је осујетио план о сламању штрајка. Као један од главних активиста радничког покрета у Сарајеву, Ђуро је на Шестом конгресу Главног радничког савеза Босне и Херцеговине, одржаном 29. јуна 1912. године, био изабран за члана Управе.

### Ратне године 1914—1918.
Фебруара 1914. године Ђуро је учествовао на Међуструковној конференцији свих одбора струковних савеза, на којој је се расправљало о подизању и јачању радничких организација након њиховог распуштања у пролеће 1913. године. Након овога Ђуро је радио на пропагирању радничког покрета, а крајем марта је у Босанском Броду пред око 80 радника говорио о положају радништва у Хрватској и Босни и Херцеговини, као и нужности синдикалног организовања. Крајем априла на Скупштини среске сарајевске болесничке благајне био је изабран за члана Обраничног суда Среске благајне.
Када је након сарајевског атентата, крајем јула 1914. године избио Први светски рат, Ђуро као инвалид није био мобилисан у Аустроугарску војску, али је крајем лета био радно мобилисан и упућен на копање ровова и вршење других послова за војску. Након сарајевског атентата, а посебно након аустроугарских пораза у биткама на Церу и Колубари, у лето и јесен 1914. године, у Босни и Херцеговини је расло антисрпско расположење. Ђуро Ђаковић је тада отворено устао у одбрану Срба. Када је добио налог да сакупља раднике за послове војске, он је углавном узимао Србе, како би их заштитио од погрома и шиканирања. На једном скупу у предграђу Сарајева, почетком 1915. године, Ђуро је иступио против рата, због чега је био ухапшен и изведен пред војни суд, који га је као „велеиздајника” осудио на смрт. Пред само извршење смртне казне био је изручен цивилном суду који га је амнестирао и осудио на принудни рад. До новембра 1915. године био је на принудном раду у Араду и Коморану, а потом је био премештен у сарајевску Творницу дувана, где је радио на паковању цигарета.
У периоду од краја 1915. до половине 1917. године Ђуро је боравио у Сарајеву, где је био на принудном раду. Током овог периода, често је одлазио у Раднички дом, где су се окупљали раднички активисти и функционери, који нису били мобилисани. Јуна 1917. године Ђуро је учествовао на Конференцији радника Творнице дувана на којој се расправљало о резултатима акције за повећање плата. Пошто је донета одлука да се закључци са ове Конференције пренесу Земаљској влади Босне и Херцеговине, за члана делегације је поред два члана Управе Главног радничког савеза био изабран и Ђуро Ђаковић, као представник радника Творнице дувана. У току јула Ђуро је био кооптиран за члана Управе Главног радничког савеза БиХ, а крајем месеца је учествовао на састанку на коме се расправљало о обнављању рада Социјалдемократске странке БиХ. Новембра исте године обновљен је рад и Савеза ковинарских (металских) радника, чији је председник био Ђуро Ђаковић. Након обнављања рада СДСБиХ, Ђуро је крајем децембра 1917. године присуствовао седници Главног одбора, на којој је закључено да ова странка приступи Цимервалдској интернационали, која је била претеча Комунистичке интернационале.
Фебруара 1918. године Ђуро је учествовао на земаљској конференцији радничког покрета на којој се расправљало о раду Главних одбора Социјалдемократске странке и Главног радничког савеза, о обнављању партијских организација, као и о радничком листу „Глас слободе”. Крајем истог месеца присуствовао је конференцији радника Творнице дувана, на којој је разматрано питање положаја и решавања захтева за повећање плата. Због повећане активности у радничком покрету, током марта и фебруара полиција је водила истрагу против Ђуре, али није био хапшен. Као делегат Главног одбора СДСБиХ Ђуро је учествовао на прослави Првог маја и радничкој скупштини у Мостару. Октобра исте године, због забране одржавања скупштине, радници Творнице дувана су обуставили рад и на иницијативу Ђуре Ђаковића су одржали скупштину у просторијама радничке кантине. Након дуже расправе упућен је нови захтев Земаљској влади за побољшање положаја монополских радника сарајевске и мостарске творнице дувана. Пошто је убрзо уследило ослобођење Сарајева, 6. новембра 1918. године, Ђуро се са радничком делегацијом састао са Привременом владом и Народним вијећем Босне и Херцеговине.

### Почетак револуционарног рада 1918—1920.
На седници Главног одбора Социјалдемократске странке БиХ, одржаној 16. децембра 1918. године, Ђуро Ђаковић је био изабран за једног од укупно девет радничких представника у Градском заступништву Сарајева. Као члан Управе Главног радничког савеза учествовао је 12. јануара 1919. године у Зеници на Скупштини Савеза рударских радника. Половином јануара у Сарајеву Ђуро се повезао са револуционаром Николом Ковачевићем, чланом актива комуниста повратника из Совјетске Русије, преко кога је прихватио идеју да леви социјалдемократи формирају засебну Комунистичку партију. Након прихватања ове идеје, Ђуро је почео да одабира и повезује људе за конспиративни рад, а истовремено је почео да ради и на сакупљању оружја. Почетком фебруара, формирано је вођство илегалне комунистичка организације, које су сачињавали Филип Филиповић, Владимир Ћопић и Никола Ковачевић, а Ђуро Ђаковић је тада био именован за једног од заменика изабраних чланова.
Крајем фебруара 1919. године Главни одбор СДСБиХ организовао је генерални штрајк против обесправљења радничке класе, коме је присуствовало око 30.000 радника. Због великог броја учесника, скуп је био одржан истовремено на више места. Скупом испред Радничког дома председавао је Ђуро Ђаковић, где је говорио о значају генералног штрајка и предложио је да се демонстрације одрже на сарајевским улицама. Пар дана касније, Ђуро се са другим социјалдемократским заступницима у Градском заступништву Сарајева, приликом разматрања „Основе привременог изборног реда за град Сарајево”, залагао да се право гласа да женама, као и свим особама које су навршиле 20 година, а које у Сарајеву бораве више од шест месеци. Крајем марта на Скупштини Савеза металских радника за Босну и Херцеговину, као председник Управе Ђуро Ђаковић је поднео извештај о раду Савеза од 1914. до 1918. године. На истој Скупштини усвојена је Резолуција о уједињењу синдикалног покрета Југославије и изабрани делегати за синдикални Конгрес уједињења, међу којима је био и Ђуро Ђаковић. Приликом избора нове Управе Ђуро је био изабран за председника Надзорног одбора.
Непосредно пред Конгрес уједињења, у Сарајеву су 17. априла 1919. године одржани Осми конгрес Главног радничког савеза и Шести конгрес Социјалдемократске странке БиХ. На овим Конгресима се расправљало о уједињењу синдикалног покрета и стварању јединствене револуционарне радничке партије. Већина делегата је прихватила уједињење југословенског пролетеријата и на крају Конгреса су изабрани делегати за синдикални и партијски конгрес уједињења, међу којима је био и Ђаковић. Као делегат СДСБиХ је у Београду од 20. до 23. априла 1919. учествовао на Конгресу уједињења на коме је створена Социјалистичка радничка партија Југославије (комуниста). У истом периоду, као делегат Савеза металских радника учествовао је у раду Синдикалног конгреса уједињења, на коме је створен јединствени синдикални покрет и формирано Централно радничко синдикално веће Југославије. Приликом именовања састава синдикалних руководства у покрајинама, Ђуро Ђаковић је именован за члана Контролне комисије Покрајинског радничког синдикалног већа за Босну и Херцеговину.
По повратку у Сарајево, Ђуро је заједно са другим члановима сарајевске партијске и синдикалне организације отпочео битку против одлуке Владе о забрани извођења првомајских уличних манифестација и јавних зборова. У знак протеста против ове одлуке они су 30. априла у Сарајеву организовали генерални штрајк, а сутрадан 1. маја, полиција је похапсила готово све чланове покрајинског партијског и синдикалног руководства. Почетком маја већи део ухапшених је био пуштен на слободу, док је 17 радничких функционера, међу којима и Ђуро Ђаковић, био задржан и потом предат војном суду. У међувремену, Градско заступништво Сарајева је донело одлуку да се сви заступници СРПЈ(к) који се налазе у затвору искључе из Градског заступништва. Ухапшени су у затвору остали све до 24. августа када су услед недостатка доказа одлуком војног суда били пуштени на слободу.
Након изласка из затвора, Ђуро наставља своју партијску и синдикалну активност у Сарајеву, а највише пажње посвећује на борбу за повећање плата и побољшање радних услова раднике Творнице дувана. Почетком фебруара 1920. године, у оквиру припрема другог партијског конгреса, Ђуро обилази партијске организације у Босанској крајини. Најпре присуствује скупу радника у Приједору, а потом скупу у Босанској Дубици. У Горњим Подградцима, код Босанске Градишке, одржава састанак с члановим Одбора Савеза дрводељских радника због погоршања положаја радника у тамошњим пиланама. Крајем марта на скупштини Савеза металских радника Босне и Херцеговине бива изабран у нову Управу Пододбора, а након тога одлази у Београд где присуствује Конгресу уједињења покрајинских организација монополских радника. На овом скупу Ђуро је био изабран за једног од председника Централне управе тада основаног Савеза монополских радника. Одмах по доласку у Сарајево, 30. марта учествује на Конференцији радника Творнице дувана на којој се доноси одлука о покретању штрајка и бира Штрајкачки одбор, на чијем је челу био Ђуро. Када је сутрадан отпочео штрајк, у знак солидарности са сарајевским радницима, ступили су у штрајк и монополски радници Бањалуке, Мостара и Травника. Штрајк је трајао 15 дана и успешно је завршен 14. априла.
Почетком јуна 1920. године, учествује на конференцијама сарајевске партијске организације на којима је био изабран за делегата за предстојећи Конгрес. Половином јуна, заједно с другим делегатима из Сарајева одлази у Вуковар, где је од 20. до 25. јуна 1920. године присуствовао Другом конгресу СРПЈ(к), на коме је победила револуционарна оријентација у раду партије, која је променила назив у Комунистичка партије Југославије (КПЈ). Последњег дана Конгреса, приликом избора чланова Централног партијског већа, Ђуро је био изабран за његовог члана са добијених 239 гласова. Након Конгреса, Ђуро учествује на пленарној седници Централног партијског већа на којој је изабран Извршни одбор КПЈ, као и именовани покрајински ликвидациони одбори са задатком да до следећег конгреса ликвидирају све послове дотадашњих покрајинских извршних одбора. Као члан ЦПВ Ђуро је био изабран за члана Покрајинског ликвидационог одбора КПЈ за Босни и Херцеговину и Црну Гору.

### Политички рад 1920—1921.
Почетком јула 1920. године Ђуро у Сарајеву присуствује последњој седници Покрајинског извршног одбора КПЈ за Босну и Херцеговину, којој присуствују и чланови Покрајинског ликвидационог одбора КПЈ, као и други чланови Централног партијског већа из Сарајева. На овој седници је извршена примопредаја дужности па нови одбор преузима архиву, просторије, финансије, редакцију листа „Глас слободе” и др. Крајем јуна нови Извршни одбор КПЈ за Босну и Херцеговину и Црну Гору преко листа „Глас слободе” обавештава јавност о политичкој ситуацији у земљи и могућем рату с Италијом. У знак протеста против рата и напада на права радника, 6. августа Извршни одбор организује протесну скупштину у Сарајеву којом председава Ђуро Ђаковић. Крајем августа, Ђуро учествује у Зеници на протестној скупштини око 1.500 радника и говори о политичкој и социјалној акцији, аграрној реформи. Пошто је овај збор завршио речима — живела совјетска република Југославија, против њега је била покренут казнени поступак.
Половином октобра 1920. године Ђуро учествује у раду Конференције Обласног већа КПЈ за сарајевску област на којој је расправљано о ситуацији у земљи и предстојећим скупштинским изборима. Обласно веће Ђуру кандидује за народног посланика, а Окружни суд у Сарајеву 17. новембра потврђује његову кандидатуру. Предизборна скупштина КПЈ, којој је присуствовало око 2.000 чланова КПЈ и симпатизера, одржана је 21. новембра у Градској већници, а на њој је Ђуро Ђаковић говорио о комунистичком програму. Избори за Уставотворну скупштину Краљевине СХС одржани су 28. новембра 1920. године и на њима је листа КПЈ освојила 198.736 гласова и 58 мандата. На подручју Босне и Херцеговине КПЈ је од укупно пет изборних округа, добила посланике у четири округа — у бањалучком округу је изабран Јаков Ластрић (3.143 гласова), у сарајевском изборном округу је изабран Ђуро Ђаковић (4.198 гласова), у тузланском изборном округу изабран је Митар Трифуновић (3.685 гласова), а у травничком изборном округу изабран је Данко Мадунић (3.771 глас). У мостарском изборном округу листа КПЈ, чији је носилац био Гојко Вуковић, није успела да оствари потребну већину гласова.
Почетком децембра Ђуро одлази у Београд, где најпре 9. децембра учествује на седници ЦПВ КПЈ на којој је донета одлука о искључењу из Партије свих присталица социјалдемократске струје тзв „центрумаша“, предвођених Живком Топаловићем и Драгишом Лапчевићем, који су средином октобра потписали „Манифест опозиције КПЈ“. Пар дана касније, 12. децембра Ђуро је учествовао на првој седници Уставотворне скупштине. У Какњу, 17. децембра Ђуро Ђаковић учествује на конференцији око 600 радника којима говори о значају борбе која им предстоји уколико се захтеви рудара за повећање плата не усвоје. Неколико дана касније, 21. децембра 1921. године, отпочео је генерални штрајк рудара у Босни и Херцеговини у ком је учествовало око 7.000 рудара из Креке, Зенице, Какња, Брезе, Љешљана, Љубије и Мостара. Након пропасти преговора између Савеза рудара и Земаљске владе штрајк је настављен, а власт је почела да одговара силом. Следаћа мера власти била је одлука о милитаризацији рударских радника, што је довело до сукоба између рудара и жандармерије у појединим местима. До најжешћих сукоба између рудара и полиције дошло је у Тузли и околини, где је избила тзв „Хусинска буна“ у којој је страдало седам, а више десетина рудара рањено. Полиција и жандармерија су врло оштро поступали са штрајкачима — једне су хапсили и држали у притвору, друге су отпуштали с посла, а треће су избацивали из државних станова. Штрајк је окончан 29. децембра, а 27. децембра међу штрајкачима у Какњу је боравио Ђуро Ђаковић, али је он упркос посланичком имунитету био ухапшен и спроведен у Сарајево. Након завршетка штрајка, Влада Краљевине СХС је на иницијативу министра унутрашњих дела Милорада Драшковића, донела Одлуку о привременој забрани рада Комунистичке партије Југославије тзв „Обзнану“ (мера се односила на забрану до доношења Устава). Овом одлуком забрањена је свака врста комунистичка организације и пропаганде.
Крајем јануара 1921. године, Ђуро заједно са другим народним посланицима КПЈ полаже заклетву. У истом периоду Клуб комунистичких посланика предлаже Ђуру Ђаковића за поједине скупштинске одборе, а пре свега за члана Уставног одбора, Административног одбора и Одбора за молбе и жалбе. Такође, Ђуро је заједно са народним послаником Митром Трифуновићем поднео интерпелацију министру шума и руда Хинку Кризману и министру унутрашњих дела Милораду Драшковићу поводом насилног гушења генералног штрајка рудара у Босни и Херцеговини. Почетком фебруара, заједно са Костом Новаковићем, Ђуро је у Сарајеву организовао рад партијске технике, у којој су након завођења „Обзнане” умножавани први партијски леци и други илегални материјали КПЈ. Почетком априла Ђуро учествује на седници ЦПВ КПЈ на којој се расправљало о узроцима пораза КПЈ, након доношења „Обзнане”, организационим питањима КПЈ, раду Клуба комунистичких посланика и др. Крајем априла Ђуро је отпутовао у Травник, где је обишао раднике Творнице дувана које је упознао са захтевима сарајевских монополских радника за повећање плата. Из Травника, Ђуро одлази у Завидовиће, где се састао са групом комуниста, које је упознао с актуелним дешавањима. Заједно са народним посланицима Костом Новаковићем и Едхемом Булбуловићем, Ђуро је покушао да организује манифестације у Сарајеву, поводом Првог маја. Због интервенције полиције, манифестација је била растурена, након чега је Ђуро с групом комуниста отишао испред зграде биоскопа „Аполо” с намером да омете одржавање првомајске скупштине Социјалистичке партије Југославије, али их је у овоме спречила полиција.

### Одлазак у Москву и хапшење 1921—1922.
Половином маја 1921. године Централни извршни одбор КПЈ је Ђуру Ђаковића изабрао за једног од укупно 11 делегата Комунистичке партије Југославије на Трећем конгресу Комунистичке интернационале. Заједно с другим делегатима, Ђуро је крајем маја илегално преко Бугарске отпутовао за Севастопољ, а одатле у Москву. Од 22. јуна до 12. јула 1921. године Ђуро је учествовао на Конгресу Коминтерне, на коме је донета одлука да се у време „несумњиве осеке револуције“ обустави свака оружана акција, а главни циљ је постао борба за стварање „јединственог фронта радничке класе“. Конгрес је анализирао акције појединих комунистичких партија на спровођењу одлука Другог конгреса и осудио „бели терор“ у Југославији, Бугарској и Румунији. Након Конгреса, присуствовао је скупу Југословенске секције при Московском комитету Руске комунистичке партије (бољшевика), на коме је Ђуро говорио о развоју и стању синдикалног покрета у Југославији. Током боравка у Москви, од 3. до 19. јула 1921. године Ђуро је као представник Савеза монополских радника Југославије и Централног радничког синдикалног већа Југославије учествовао на Првом конгресу Црвене синдикалне интернационале.
У току боравака Ђуре Ђаковића у Совјетској Русији, у Југославији су се одиграли битни догађаји који су утицали на даљи рад Комунистичке партије Југославије. Уставотворна скупштина је 28. јуна 1921. године донела први Устав Краљевине СХС, а истог дана члан КПЈ, који се одлучио на индивидуални терор Спасоје Стејић Баћо је извршио неуспели атентат на регента Александра. Непуних месец дана касније, 21. јула 1921. члан „Црвене правде” Алија Алијагић је извршио атентат на министра Милорада Драшковића, који је био аутор „Обзнане”. Ови атентати, извршени мимо воље руководства КПЈ, били су повод властима да се дефинитивно обрачунају са КПЈ. Законом о заштити државе, који је донет 1. августа 1921. дефинитивно је забрањен рад КПЈ, њени посланици су искључени из Народне скупштине, а чланови Извршног одбора КПЈ су ухапшени и предати суду, под изговором да су одговорни за извршене атентате и припрему „бољшевичке револуције“.
Након неуспелог атентата на регента Александра, половином јула Окружни суд у Травнику је од Народне скупштине тражио да се покрене поступак о извођењу пред суд петорице народних посланике из Босне и Херцеговине, међу којима и Ђуре Ђаковића. Убрзо након тога истражни судија Градског суда за Београд тражио је од министра правде да се у Народној скупштини покрене поступак да се издају суду сви комунистички посланици. Након атентата на Милорада Драшковића, Имунитетски одбор је размотрио акт истражног судије и препоруку министра правде да се комунистичким посланицима одузме имунитет. Након доношења Закона о заштити државе полицији је било омогућено хапшење свих чланова Извршног одбора КПЈ, а за оним члановима који су боравили у Москви је била расписана потерница.
Почетком августа 1921. године у Москви је одржан састанак делегата КПЈ на Трећем конгресу Коминтерне, којим је председавао Сима Марковић и он је чланове делегације упознао са новонасталом ситуацијом у Југославији. Приликом расправе о повратку делегације у земљу, Ђуро Ђаковић је предложио да се путује у две групе — да прва група иде преко Севастопоља и Бугарске, а друга да крене у Беч и тамо сачека вести од прве групе. Заједно са још четворицом делегата, Ђуро је половином августа напустио Москву и отишао у Севастопољ, а одатле преко Варне у Софију. Након пар дана проведених у Софији, они су илегално прешли југословенско-бугарску границу, после чега су се чланови групе раздвојили, а Ђуро је отишао ка Пироту. На основу потернице, полиција у Белој Паланци је хапсила Ђуру Ђаковића 27. августа и спровела га у Пирот, одакле је 1. септембра спроведен у Београд и предат Управи града Београда и затворен у „Главњачи”.
У Београду су Ђуру полицијски истражни органи саслушавали о његовом боравку у Совјетској Русији, а пошто истрага над њим није дала очекиване резултате, истражни судија је од градске полиције у Сарајеву тражио да прикупе податке о Ђури и његовом деловању, како би на основу тих доказа могао бити кривично осуђен за комунистичко деловање. Почетком октобра један од руководилаца сарајевске партијске организације Милан Јокић је централном партијском руководству у Београду доставио акте истражног судије који је од сарајевске полиције тражио доказе против Ђаковића. Након месец дана проведених у „Главњачи”, Ђуро је половином октобра пребачен у затвор Првостепеног суда, где је био смештен с осталим ухапшеним члановима Извршног одбора КПЈ оптуженим за дело атентата на регента Александра. Београдски лист „Република” је 23. октобра објавио чланак под насловом „Паковање” у коме је јавност упозната са захтевом истражног судије Ненада Вујића у вези са Ђуром Ђаковићем. Половином новембра полицијска дирекција из Сарајева је Првостепеном суду у Београду доставила извештај о комунистичкој делатности Ђуре Ђаковића. Крајем новембра истражни судија је подигао оптужницу против Спасоја Стејића и других оптужених за атентат на регента Александра, као и за дело комунистичке пропаганде, за које је оптужио 53 особе. Међу оптуженима је било 10 бивших комунистичких народних посланика, укључујући и Ђуру. Половином децембра, Ђуро је из затвора Првостепеног суда у Београду био пребачен у затвор Окружног суда у Сарајеву.
Државно тужилаштво у Сарајеву је 17. маја 1922. године подигло оптужницу против Ђуре Ђаковића у којој га је тужило за злочин „против отечества” јер је као члан Централног партијског већа КПЈ спроводио одлуке Вуковарског конгреса КПЈ, а после доношења „Обзнане” наставио са синдикалним и партијским радом. Након што му је била уручена оптужница Ђуро је ангажовао адвоката др Ивана Павичића. У току јуна један од првака КПЈ адвокат Триша Кацлеровић је дошао у Сарајево због припремања одбране Ђуре Ђаковића, али му то није било дозвољено. Судски процес против Ђуре Ђаковића одржан је у малој сали Окружног суда у Сарајеву од 5. до 8. јула 1922. године. Ђуру је брано адвокат др Иван Павичић, уз асистенцију Рајка Јовановића, адвоката из Београда и једног од руководилаца КПЈ. Након тродневне расправе Ђуро Ђаковић је био осуђен на 10 месеци затвора, с тим што му је у казну урачунат деветомесечни боравак у истражном затвору.

### Револуционарни рад 1922—1923.
Ђуро Ђаковић је пуштен на слободу 12. августа 1922. године, а приликом изласка из затвора дочекао га је велики број радника, посебно монополских радника сарајевске Творнице дувана. По изласку на слободу, Ђуро је наставио са револуционарним и партијским радом, с обзиром да је на Првој земаљској конференцији КПЈ, одржаној од 3. до 17. јула 1922. године у Бечу, у одсуству изабран за члана Извршног одбора Централног партијског већа КП Југославије. На основу закључака ове Конференције у Сарајеву је формиран Обласни одбор КПЈ, у чијем је раду на стварању илегалних организација и успостављању веза активно радио Ђуро Ђаковић. Почетком септембра Полицијска дирекција за Босну и Херцеговину забранила је скуп радника против скупоће, па је Ђаковић окупљене раднике упознао са наредбом полиције и обећао да ће пронаћи место где ће се скуп радника одржати. Овај догађај, Полицијска дирекција за БиХ је искористила и под оптужбом да је крив „за ометање јавног мира и поретка почињеног тиме што потајно делује у комунистичком покрету”, 5. септембра донела одлуку о прогону Ђаковића из Сарајева у његово родно место Бродски Варош. Половином септембра Ђуро је поднео жалбу на одлуку о прогону, али је она крајем октобра била потврђена одлуком Министарства унутрашњих дела Краљевине СХС.
Током септембра, Ђуро је учествовао на седници Извршног одбора КПЈ на којој се расправљало о реализовању одлука Прве земаљске конференције и сазиву пленарне седнице Централног партијског већа КПЈ. Такође на овом скупу је било одлучено да Ђуро отпутује у Словенију и с руководством Покрајинског одбора КПЈ размотри питање њиховог става око учешћа на општинским изборима. Половином новембра, Ђуро је заједно са Животом Јевтовићем посетио Министарство унутрашњих дела Краљевине СХС од кога су тражили да се дозволи рад Независним синдикатима. Том приликом они су интервенисали у вези са својим прогоном из Сарајева, након чега им је саопштено да се тај прогон суспендује. Почетком децембра Ђуро је заједно са Иваном Павићем на Конференцији радника Творнице дувана у Сарајеву био изабран у делегацију, која треба да извести Главну управу монопола о тешком стању монополских радника и тражи повећање плата.
Крајем децембра Ђуро је отишао у Београд, где 22. децембра 1922. године учествовао на пленарној седници Централног партијског већа на којој се расправљало о стварању легалне радничке партије, која би неометано могла да учествује у политичком животу. Након тога Ђуро је отишао у Сарајево, где је почетком јануара 1923. године одржао састанак са групом сарајевских комуниста, с којима је расправљао о оснивању легалне партије. Том приликом Ђуро је био изабран за једног од делегата на Оснивачкој конференцији, која је одржана 13. и 14. јануара 1923. године у Београду. На Конференцији, којој је присуствовало 75 делегата формирана је Независна радничка партија Југославије (НРПЈ). Следећег дана београдска полиција је упала у просторије листа „Радник”, где се одржавала Конференција и похапсила све који су се ту затекли, укључујући и Ђуру и у притвору их задржала 24 часа. Када се вратио у Сарајево, Ђуро је био приведен и у полицији приморан да потпише изјаву да се неће удаљавати из града. Неколико дана касније, крајем јануара, Ђуро је поново ухапшен и кажњен са 20 дана затвора јер је почетком јануара у Сарајеву одржао састанак с групом комуниста.
Марта 1923. године Извршни одбор КПЈ је основао комисију у саставу — Ђуро Ђаковић, Симо Миљуш и један делегат КП Аустрије, са задатком да размотри рад југословенске комунистичке емиграције у Бечу, спорна питања између „већине и опозиције КПЈ” и да да предлог за њихово решавање. Ђуро је почетком априла отишао илегално у Беч, где је од 4. до 19. априла учествовао на неколико састанака југословенском политичком емиграцијом, где се расправљало око рашчишћавања спорних питања. Крајем априла Ђуро се вратио у Сарајево, а почетком маја, заједно са четворицом делегата из Босне и Херцеговине, поново је илегално отишао у Беч, где је присуствовао седници Централног партијског већа на којој су разматрана питања везана за одржавање Друге земаљске конференције КПЈ, која је одржана од 9. до 12. маја 1923. године. У току ове Конференције чији је задатак био да расправи узроке сукоба у КПЈ, Ђуро је био изабран за једног од председника Конференције, као и за члана три комисије — за извештај, за финансијско питање и у политичку комисију. Поднео је извештај о стању у КПЈ у Босни и Херцеговини и био учесник у дискусији о извештају Извршног одбора КПЈ. На крају Конференције Ђуро је био изабран за члана Централног партијског већа и именован за члана Обласног секретаријата КПЈ за Босну и Херцеговину. На овој Конференцији дошло је до сукоба између „леве“ и „десне фракције“, а „лева фракција“ је однела победу и добила превласт у руководству, а једини „антифракционаш“ у њему је био Ђуро Ђаковић.

### Прогон у родно место 1923—1926.
Након повратка у Сарајево, половином маја 1923. године, Ђуро Ђаковић је активно радио на спровођењу одлука Друге земаљске конференције КПЈ. Половином јуна је отишао у Београд, где је присуствовао седници Извршног одбора КПЈ, на којој је разматрано стање у партијским организацијама и реализацијама одлука Друге конференције. Пошто је 23. јуна решење о Ђаковићевом прогону из Сарајева постало правоснажно он је отишао у Београд с циљем да интервенише код министра унутрашњих дела Милорада Вујичића поводом правоснажности ове одлуке и њеном евентуалном повлачењу. Београдска полиција је Ђаковића ухапсила 27. јуна и под оптужбом да нема легитимацију казнила га са два дана затвора, након чега је спроведен у родно место.
Након прогона у Бродски Варош, крајем јуна 1923. године, отпочели су дани тешког периода живота Ђуре Ђаковића. Супруга и деца су му извесно време остала у Сарајеву, пошто нису имали материјалних могућности да се преселе. Упркос тешкој ситуацији у којој се нашао, Ђуро се одмах по доласку у родно место укључио у рад партијске и синдикалне организације из Славонског Брода. Приликом учешћа на седници месног радничког синдикалног већа упознао је присутне са стањем у револуционарном радничком покрету, а потом се посебно ангажовао на оснивању месне организације Независне радничке партије Југославије (НРПЈ). Почетком јула, Ђуро је илегално отишао у Београд, где је присуствовао седници Извршног одбора КПЈ, на којој се разматрано стање партијских организација у појединим покрајинама, као и спровођење одлука Друге конференције. Приликом дискусије о стању у партијским организацијама у Босни и Херцеговини констатовано је да је услед прогона Ђуре Ђаковића из Сарајева, видно ослабљен рад покрета.
Крајем августа у Бродски Варош је из Сарајева дошла Ђурина породица, па су се сви заједно настанили код Ђуриног рођака Јосипа Јозе Ђаковића (син Ђуриног старијег брата Ивана), пошто је Ђурин отац Стјепан одбио да их прими у кућу, јер је Ђуро био комуниста. Касније се Ђурина породица преселила у једну кућу код моста, где је поред стана Ђуро изнајмио и једну кућицу у дворишту, коју је претворио у своју радионицу. Како би зарадио за прехрањивање породице, радио је разне ковачке, браварске и лимарске послове. Упркос тешком положају, Ђуро није напуштао револуционарне активности. У току септембра је у селу Подвињу, код Славонског Брода, говорио на скупу младих сељака, који је организовао Пододбор Савеза радничке омладине. Говорио им је о положају сељачке омладине, развоју радничког покрета и о потреби организовања младих радника. Крајем новембра, као делегат Извршног одбора КПЈ, присуствовао је седници Централне управе Савеза комунистичке омладине Југославије (СКОЈ), на којој су разматрани извештаји о стању у организацијама СКОЈ-а, ситуацији у КПЈ и припремама за конгрес Савеза радничке омладине. Крајем децембра Ђуро је илегално отишао у Београд, где је најпре присуствовао седници Централног партијског већа, а потом од 1. до 4. јануара 1924. године Трећој земаљској конференцији КПЈ. Као и на претходне две и на овој Конференцији је дошло до сукоба између „десне и леве фракције“, а сукоб је највише продубљен око националног питања. Лева фракција је поново однела победу на Конференцији, услед чега је изабрано ново руководство на челу са Тришом Кацлеровићем, а Ђуро је био изабран за члана Централног партијског већа.
Фебруара 1924. године Ђуро је присуствовао Скупштини Месне организације НРПЈ у Славонском Броду, на којој је био изабран за члана Управе и за секретара њене секције за Бродски Варош. Почетком априла, поново илегално одлази у Београд, где присуствује седници Централног партијског већа на којој је расправљано о стању у КПЈ након Треће конференције, као и о политичкој ситуацији у земљи. У току расправе Ђуро је критиковао централно партијско руководство сматрајући да оно сноси велику одговорност за слаб рад партије. На седници је Ђуро, због немогућности да услед изгнанства делује у партијском раду у Босни и Херцеговини, био именован за помоћника Владимира Ћопића, секретара Обласног одбора КПЈ за Хрватску. У Трбовљу, је 1. јуна 1924. године дошло до сукоба између припадника националистичке ОРЈУНЕ и Пролетерски акционих чета, током кога су орјунаши ухватили рудара Франца Факина и убили га и након тога демолирали и запалили зграду Рударског дома. Потом се у сукоб умешала жандармерија, па је у сукобу страдало још седморо људи — четворица рудара и тројица орјунаша, док је више десетина људи повређено. Након овог догађаја, у Београду је 6. јуна на позив месних одбора НРПЈ, СРОЈ-а и Независних синдиката одржан велики раднички протест против фашизма и терора ОРЈУНЕ, а до краја месеца слични протести су били организовани и у другим местима Србије. Пошто је руководство КПЈ било незадовољно због пасивног држања чланова централног руководства Независних синдиката Југославије у акцији солидарности са словеначким рударима и њиховом борбом у Трбовљу, половином јуна је био формиран Партијски суд у који су између осталих ушли — Живота Милојковић и Ђуро Ђаковић. Задатак овог суда је био да испита одговорност чланова КПЈ који си били чланови централног руководства Независних синдиката, међу којима су били — Миодраг Манојловић, Миливоје Каљевић, Драгутин Буквић, Лазар Стефановић и др. Партијска истрага над синдикалним функционерима била је спроведена почетком јула, али се Ђуро због либералног става осталих чланова Партијског суда, а пре свега Животе Милојковића, повукао из овог суда. Пошто Ђуро није припадао ни левој ни десној фракцији у КПЈ и пошто је оштро осуђивао сваки вид фракционаштва, припадници леве и десне фракције су почели да га све више потискују у руководству КПЈ.
Половином септембра 1924. године, Ђуро Ђаковић је заједно с Ђуром Салајем организовао скуп радника у Славонском Броду, али је полиција забранила његово одржавање. Услед лоше материјалне ситуације, Ђуро није отишао на седницу Централног партијског већа одржану у Београду, крајем новембра, а половином децембра исте године Триша Кацлеровић, секретар ЦО НРПЈ је обавестио Обласни секретаријат НРПЈ за Хрватску да нема материјалних могућности да помогне Ђури Ђаковићу и његовој породици. На крају 1924. године, руководство КПЈ је Ђуру Ђаковића предложило за кандидата за народног посланика у сарајевском округу испред листе Радничко-сељачки блок, али када је 6. јануара 1925. предата листа кандидата Радничко-сељачког блока за сарајевски округ полиција је ухапсила 9 радника који су поднели листу и тражила да буде ухапшен и сам Ђаковић. Након тога Ђуро је био кандидован као котарски кандидат за први и други изборни котар у Славонском Броду. Парламентарни избори су одржани 8. фебруара 1925. године, али због јаког притиска режима листа „Радничко-сељачки блок“, коју је предводила илегална КПЈ, није успела да оствари значајнији успех и уђе у парламент.
Пошто због прогона у родно место, као и маргинализовања у партијском руководству, јер није припадао фракцијама, Ђуро Ђаковић није могао да се ангажује у партијском и револуционарном раду, он је сву своју друштвену активност посветио Бродском Варошу. Успоставио је везе са сељацима и радницима из радничког насеља Творнице вагона у Славонском Броду и међу њима започео агитацију. Настојао је да помогне сиромашним сељацима, који су се због застарелих обичаја око сахрана много задуживали, па је покренуо акцију за оснивање добровољног погребног друштва. У том циљу сазвао је конференцију на којој је присутнима објашњавао циљ и сврсисходност једног оваквог добровољног друштва. Ова његова акција наишла је на отпор код богатијих сељака и трговаца, који су покушали да је дискредитују као комунистичку. Упркос отпорима, у току лета 1925. године Ђуро је успео да организује скупштину на којој је основано Погребно друштво „Добротвор”, чији је био први председник. Друштво је за кратко време окупило неколико стотина чланова, па је почело да оснива своје подружнице и у околним местима.
Августа 1925. године били су расписани општински избори за Бродски Варош, на које је Ђуро одлучио да се кандидује. Он је тим поводом развио широку политичку активност на истицању своје кандидатске листе Радничко-сељачког републиканског блока. Избори су били одржани крајем августа и на њима је Ђурина листа освојила пуну победу и добила свих 12 мандата општинских већника. Почетком септембра одржана је прва седница новоизабране општинске управе у Бродском Варошу на којој је Ђуро Ђаковић био изабран за начелника општинске управе. Као начелник општине Ђуро је заступао интересе сиромашних сељака и радника, због чега је често долазио у сукоб с богатим сељацима, трговцима и општинским бележником и котарским начелником. Ђуро се одлично борио да се доследно спроводи Закон о општинама и да општинске дажбине дају сви мештани, што раније нису чинили богати сељаци и трговци; да се Закон о земљишној заједници подједнако примењују и према мештанима и према дошљацима и др. У вези са овим Ђуро је с једном делегацијом већника и мештана посетио у Београду министра пољопривреде и воде Ивана Пуцеља и министра шума и рудника Николу Никића и тражио од њих да се прописи ускладе с интересима радника, али ова интервенција није дала резултата. Дужност начелника Општинске управе у Бродском Варошу Ђуро Ђаковић је обављао мало више од годину дана, јер је новембра 1926. године, на интервенцију богатих сељака и трговаца, био суспендован.

### Наставак револуционарног рада 1926—1928.
Крајем новембра 1926. године, у време када је разрешен дужности начелника Општинске управе, Ђури Ђаковићу је истекао прогон у родно место, па је он отишао у Славонски Брод, где се запослио као браварски радник у Творници вагона. Почетком децембра, отишао је у Београд у централу Савеза радника металне индустрије и обрта Југославије (СРМИиОЈ), где је присуствовао састанку Централне управе Савеза. Још у време трајања Ђуриног прогонства, на Трећем конгресу КПЈ, одржаном од 14. до 22. маја 1926. године у Бечу, Ђуро Салај је говорећи о фракционашким борбама у руководству КПЈ, навео да су многи партијски активисти који нису припадали ниједној фракцији били запостављени, а као очит пример је навио случај Ђуре Ђаковића. Након Конгреса, на седници новоизабраног Централног комитета КПЈ је изнет предлог да се Ђуро Ђаковић постави за секретара Покрајинског комитета КПЈ за Босну и Херцеговину, с тим да Политбиро предузме мере како би му се омогућио неометани боравак у Сарајеву.
Радници Творнице вагона у Славонском Броду су крајем децембра 1926. године одржали општи струковни састанак на коме се расправљало о предстојећим изборима за радничке поверенике за 1927. годину. Због проблема који су проистицали из разједињености синдикалних организација, представници Независних синдиката су предложили да сви радници на изборе иступе с јединственом листом. Приликом утврђивања кандидатске листе Независних синдиката Ђуро Ђаковић је био именован за једног од кандидата. Избори за радничке поверенике били су одржани 8. јануара 1927. године и на њима је листа Савеза радника металне индустрије и обрта добила 10 радничких повереника. Половином јануара новоизабрани раднички повереници су одржали састанак на коме је за председника повереника био изабран Мијо Цигер, а за секретара Ђуро Ђаковић. Већ у другој половини фебруара раднички повереници су одржали састанак са инспектором рада из Осијека, на основу представке коју су Независни синдикати и раднички повереници упутили министру саобраћаја Светиславу Милосављевићу и министру за социјалну политику Александру Мијовићу. На овом састанку се расправљало о тешком положају фабричких радника. Уплашена од даљег деловања Ђуре Ђаковића, почетком марта управа Творнице вагона је спроводећи редукцију радне снаге отпустила Ђуру Ђаковића.
Крајем априла 1927. године Ђуро се поново запослио у Творници вагона, али је непосредно пред општинске изборе у Славонском Броду, 3. маја био ухапшен и протеран из града. Он је потом отишао у Дугу Ресу, где 1. јула преузео дужност секретара Подружнице Савеза радника металне индустрије и обрта. Након тога Ђуро је обнављао своје контакте са руководством КПЈ, које му крајем јула предложило да буде носилац листе Републиканског савеза радника и сељака у сарајевском округу на изборима за народне посланике, заказаним за септембар. Већ крајем јула полицијске власти су Ђуру протерале из Дуге Ресе и истовремено га казниле прогоном из Котара Карловац на десет година. Након тога он је почетком августа отишао у Београд, где га је у близини просторија Савеза радника металне индустрије ухапсила полиција и протерала га у Бродски Варош. Пар дана након тога Окружни суд у Сарајеву је донео решење којим је одбијена кандидатска листа, чији је носилац био Ђуро Ђаковић. Након овога Ђуро је био кандидат за котар Славонски Брод, а у оквиру кандидатске листе Републиканског савеза радника и сељака за пожешку жупанију, чији је носилац био Ђуро Салај.
Средином августа Ђуро је дошао у Загреб, где је преузео дужност Обласног секретара Савеза радника металне индустрије и обрта Југославије, пошто је дотадашњи секретар Јосип Броз био ухапшен 14. јула 1927. године, под оптужбом да је током боравка у Краљевици ширио комунизам. Он је већ крајем августа пуштен на условну слободу и крајем септембра је уместо ухапшеног Благоја Паровића, преузео дужност секретара Централне управе Савета радника металне индустрије, чије је седиште било пренето у Загреб. У току јесени 1927. године Јосип Броз је као секретар централне управе СРМИиОЈ, уз помоћ синдикалних и партијски функционера из Загреба, међу којима су били — Иван Крндељ, Блаж Ваљин, Виктор Колеша, Драгутин Саили, Јосип Краш и Ђуро Ђаковић, почео да води одлучну борбу против „леве и десне фракције” у КПЈ. Ђуро је 17. октобра 1927. године присуствовао седници Месног радничког синдикалног већа (МРСВ), на којој се расправљало о Извештају Извршног одбора, организовању радника, раду међу радничком омладином и др. Пошто је Централни раднички синдикални одбор Југославије (ЦРСОЈ) водио кампању против загребачког МРСВ, реферат који је поднео Јосип Броз је током седнице био усвојен као Резолуција МРСВ Загреба. Приликом усвајања ове Резолуције Ђуро се уздржао од гласања уз напомену да ће свој став посебно писмено образложити. Месец дана касније Ђуро Ђаковић, као обласни секретар металских радника заједно са Јосипом Брозом је отишао у Београд, где су 20. новембра 1927. године присуствовали пленарној седници Централне управе Савеза радника металне индустрије и обрта Југославије. На овој седници усвојен је захтев Савезног већа металаца из Загреба, у чијој су изради учествовали Јосип Броз и Ђуро Ђаковић, у коме је од руководства Независних синдиката тражено да се престане с полемиком преко радничке штампе с покрајинским руководством за Хрватску, јер је то изазивало лош утисак код радника и наносило штету радничком покрету.

### Школовање у Москви и Коминтерна 1928.
На састанцима Политбироа Централног комитета КП Југославије, крајем октобра и почетком новембра 1927. године, расправљало се о одређивању партијских и скојевских активиста за упућивање на школовање у Москву. Том приликом расправљало се и о упућивању Ђуре Ђаковића на Међународну лењинску школу, али је било закључено да се не шаље јер је прешао 35 година. Средином новембра, Политбиро ЦК КПЈ је поново разматрао питање упућивања Ђаковића на школовање и донео одлуку да се упути на Међународни лењински курс, с тим да ако не буде примљен оде на Југословенски сектор Комунистичког универзитета националних мањина запада (КУНМЗ). У току припрема за пут у Москву, Ђуро је отишао у Славонски Брод да посети породицу и том приликом се састао са синдикалним активистом Алојзом Брадићем од кога је узео његову пословну књижицу, која би му могла послужити уместо легитимације. Почетком децембра Ђуро је преко Марибора напустио Југославију и преко Аустрије, Чехословачке, Пољске и Немачке отишао у Совјетски Савез. По доласку у Москву, као и други политички емигранти, Ђуро је морао да узме илегално име. Он се тада определио за име познатог бугарског револуционара Марка Фридмана (1892—1925), који је убијен марта 1925. године у сукобу с полицијом, а за рад у КПЈ је узео псеудоним „Боснић”.
Од јануара до маја 1928. године Ђаковић је као студент Међународне лењинске школе велику пажњу посветио учењу с обзиром да у младости није имао могућности да стекне неопходна теоријска знања из марксизма. У исто време веома активно је учествовао у акцији Извршног комитета Комунистичке интернационале за рашчишћавање фракционашких борби и решавање кризе у КПЈ. На захтев Комисије Политичког секретаријата Президијума Извршног комитета Коминтерне, Ђаковић је 10. јануара написао опширну изјаву под називом „Образложење спора у КП Југославији”, у коме је анализирао развој сукоба у КПЈ и дао низ критичких оцена рада „десне и леве фракције” и њихових ставова у важним питањима партијске политике. Током фебруара Извршни комитет Коминтерне је на предлог делегације КПЈ на Деветом пленуму именовао Ђуру Ђаковића за члана Комисије за испитивање стања на Југословенском сектору Комунистичког универзитета националних мањина запада. Крајем марта у Москви су Ђуро Цвијић, секретар ЦК КПЈ и Филип Филиповић, члан Извршног комитета Коминтерне основали Представништво КПЈ у које су били укључени — Ђуро Ђаковић, Коста Новаковић и Владимир Ћопић, као и Јосип Чижински, као представник Комунистичке омладинске интернационале. Задатак овог Представништва био је да решава текућа питања југословенске секције са Извршним комитетом Коминтерне и другим међународним радничким организацијама.
Од 9. до 13. априла Ђуро Ђаковић је у Москви учествовао на саветовању представника КПЈ и Коминтерне, које је одржано на иницијативу Коминтерне с циљем решавања кризе у Комунистичкој партији Југославије. Поред чланова Представништва КПЈ, саветовању је присуствовала и група делегата Независних синдиката, која је у Москву дошла на Четврти конгрес Црвене синдикалне интернационале, док су испред Коминтерне присуствовали — Георги Димитров, Васил Коларов, Херман Ремеле, Бохумир Шмерал и др. У току саветовања, Коларов и Шмерал су написали „Отворено писмо”, које су учесници саветовања усвојили. У овом писму је била осуђена фракцијска борба у КПЈ — посебно су осуђене разорне тенденције десне фракције, као и грешке леве фракције, а чланство КПЈ је позвано у борбу за ликвидацију фракција и рашчишћавање стања у КПЈ, како би она могла да крене у масе и покрене јединство радника и сељака, као и угњетених народа. Након саветовања, у току маја Извршни комитет Коминтерне је донео одлуку да Ђуро Ђаковић заједно с још девет партијских активиста, који су били на школовању у Москви, а међу којима су били — Роман Филипчев, Марко Машановић и Јован Малишић, оде на илегални рад у Југославију у циљу пружања помоћи Привременом руководству КПЈ у спровођењу Отвореног писма Коминтерне. Крајем маја Ђуро је напустио Москву и преко Беча илегално дошао у Загреб, где је тада било седиште Привременог руководства КПЈ.

### Организациони секретар КПЈ 1928—1929.
Након повратка у Југославију, почетком јуна 1928. године Ђуро се у потпуности посветио партијском раду — активно је радио на спровођењу Отвореног писма Извршног комитета Коминтерне, консолидовању партијских организација и припремама за Четврти конгрес. Деловао је илегално и служио се псеудонимом „Боснић”. Такође, велику пажњу је посветио проширивању деловању КПЈ на селу, па се с тим у вези састао и са представницима Хрватске сељачке странке Стјепаном Радићем и другима. Крајем јуна, Ђуро је присуствовао на неколико седница Бироа Централног комитета КПЈ на којима је анализирано стање партијских организација у Београду, Македонији, Словенији и Војводини. Посебно је анализирана ситуација у београдској партијској организацији, као и писмо бившег секретара ЦК КПЈ Ђуре Цвијића, који је био вођа „леве фракције”. Као би се консолидовала партијска организација у Београду одлучено је да Ђуро отпутује у Београд и именује ново руководство. Пошто је Биро ЦК КПЈ одредио Јакоба Жоргу за делегата за Шести конгрес Коминтерне, Ђуро Ђаковић је био одређен да након његовог одласка у Москву преузме дужност организационог секретара КПЈ и представника Бироа ЦК КПЈ у Централном комитету Црвене помоћи. На седницама Бироа ЦК КПЈ се расправљало и о раду Црвене помоћи Југославије, као и мерама које је делегат Извршног комитета Коминтерне Филип Филиповић предузео на сређивању партијске технике у Бечу.
Непосредно пре Ђуриног одласка у Београд, 20. јуна 1928. године догодио се атентат у Народној скупштини, када је радикалски посланик Пуниша Рачић убио двојицу и ранио тројицу посланика ХСС, укључујући Стјепана Радића, који је након месец дана преминуо. Истог дана Биро ЦК КПЈ је одржао седницу на којој је расправљано о новонасталој ситуацији, као и задацима који предстоје КПЈ. Из предострожности да ће полиција након атентата отпочети нове нападе на револуционарни раднички покрет и похапсити чланове партијске централе, на седници су били одређени заменици свих чланова Бироа ЦК КПЈ. За заменика Ђуре Ђаковића био је именован Благоје Николић. Упркос свим опасностима, Ђуро је крајем јуна илегално отишао у Београд, где се састао са свим члановима смењеног руководства Окружног комитета КПЈ за Београд, који су припадали „десној фракцији” и с њима расправљао о спорним партијским питањима. Након тога сусрео се са Милошем Марковићем, новоименованим секретаром Покрајинског комитета КПЈ за Србију, с којим је поводом распламсавања сукоба између представника „леве и десне фракције” договорио да се седиште ПК КПЈ пребаци из Београда у Ниш.
Почетком јула, вратио се у Загреб, јер је Јакоб Жорга ускоро морао да крене у Москву и Ђуро је требало да га замени на дужности. Одмах након повратка, Ђуро је Биро ЦК КПЈ информисао о ситуацији у београдској партијској организацији и мерама које је предузео. Биро је након тога расправљао о резултатима спровођења Отвореног писма Коминтерне, па је с тим у вези усвојен Ђурин предлог о реорганизацији београдске партијске организације, као и донета одлука да Ђуро поново оде у Београд на неколико дана, а затим да оде у Војводину, ради сређивања стања у тамошњим партијским организацијама. На једној од наредних седница Бироа ЦК КПЈ Ђуро је поднео извештај о партијској техници, слабим везама са покрајинским организацијама и др, а у току расправе о упућивању партијских активиста на школовање у Москву, Ђуро је предложио да се тамо пошаље Божидар Масларић. Крајем јула Ђуро је поново илегално отишао у Београд, где је неколико дана боравио у кући Владимира и Лепе Нешић. Током боравка, састао се са смењеним члановима партијског руководства, а у циљу организовања рада Независних синдиката, успоставио је везе са неким члановима „десне фракције”, који су почели да се одвајају од Симе Марковића, вође „десне фракције”. Упоредо с боравком у Београду, Ђуро је три пута одлазио у Војводину. Најпре је био у Великом Бечкереку где је присуствовао пленуму Покрајинског комитета КПЈ за Војводину, а затим у Сомбору и Суботици, где се сусрео са партијским и синдикалним активистом Ђуром Пуцаром. Почетком августа Ђуро се вратио у Загреб, где је Бироу ЦК КПЈ поднео извештај о свом раду у Београду и Војводини, на основу кога је одлучено да се смењеном руководству београдске партијске организације упути писмо, као и посебно писмо поводом распламсавања полемике између представника „леве и десне фракције”, због спора око Социјалистичког радничког дома.
Пошто је представник Коминтерне при Бироу ЦК КПЈ Филип Филиповић, због припрема докумената за предстојећи Четврти конгрес морао да напусти Југославију, Ђуро Ђаковић је као организациони секретар КПЈ, крајем августа отпутовао у Беч ради успоставе везе с Коминтерном, али пошто је јавка била ухапшена од стране аустријске полиције, Ђуро се након неколико дана вратио у земљу. Почетком септембра веза с Коминтерном је била успостављена, па је Филип Филиповић отишао из земље, након чега је Ђуро постао прва личност у руководству КПЈ. Он је потом у име Бироа ЦК КПЈ упутио циркуларно писмо свим покрајинским секретарима и указао им на неопходност веће конспирације у раду, изграђивању партијских организација на бази ћелија и др. У току септембра у Сарајеву је била одржана Покрајинска конференција КПЈ за Босну и Херцеговину, на којој су између осталог била изабрана три делегата за Четврти конгрес КПЈ, међу којима је био и Ђуро Ђаковић. Половином октобра, Биро ЦК КПЈ је Ђуру поново упутио за Београд, због тешког стања у тамошњој партијској организацији. Након пар дана проведених у Београду, Ђуро је морао да оде у Сплит, јер је покрајинско руководство КПЈ за Далмацију одбило директиву Бироа ЦК КПЈ о иступању на општинским изборима у Сплиту преко листе Републиканског савеза радника и сељака, као и преговоре с Сељачко-демократском коалицијом. Нако доласка у Сплит Ђуро се састао с активом Месног комитета КПЈ за Сплит и оштро критиковао његову политику.
Средином октобра Ђуро се вратио у Београд, где је активно радио на припреми Покрајинске конференције КПЈ за Србију, па се неколико пута састао са Симом Марковићем. Покрајинска конференција је била одржана из два дела — први део одржан је 23. октобра у Нишу, а други део 25. октобра у Београду и на њима је анализирано стање у КПЈ и изабрани делегати за предстојећи Конгрес. Након одржане Конференције, Ђуро је отишао у Загреб, где је присуствовао једној Рејонској партијској конференцији на којој је Душан Грковић, бивши секретар Месног комитета КПЈ за Загреб критиковао рад Бироа ЦК КПЈ и бранио „леву фракцију”. Ђуро је након тога оштро иступио против деловања „леве фракције” у загребачкој партијској организацији и успео да добије подршку чланства, чиме је сачувано јединство организације. Крајем октобра Ђуро је илегално напустио Југославију и отишао у Дрезден, где је од 3. до 15. новембра 1928. године одржан Четврти конгрес КПЈ. Главна расправа на Конгресу је вођена око оцене политичке ситуације, ликвидације „фракционашких борби” и перспективе борбе, а било је изабрано и ново руководство КПЈ, које су сачињавали — Јован Малишић, политички секретар и Ђуро Ђаковић, организациони секретар. Поред њих у секретаријат Политбироа ЦК КПЈ били су изабрани Ђуро Салај, Жика Пецарски и Лазар Стефановић. Након Конгреса, Ђуро је са осталим члановима Политбироа ЦК КПЈ боравио неколико дана у Берлину, а затим је отишао у Москву, где је Извршном комитету Коминтерне поднео писмени извештај о припремама, раду и одлукама Четвртог конгреса КПЈ. Половином децембра, Ђуро се из Совјетског Савеза вратио у Југославију.
Како би окончао политичку кризу у земљи, која је кулминирала атентатом у Народној скупштини, краљ Александар Карађорђевић је 6. јануара 1929. године суспендовао „Видовдански устав“, распустио Народну скупштину Краљевине СХС, забранио рад свих политичких странака и синдиката и основао Државни суд за заштиту државе, а за председника Министарског савета именовао генерала Петра Живковића, чиме је у Југославији отпочео период тзв. „Шестојануарске диктатуре”. Истог дана када је проглашена диктатура Политбиро ЦК КПЈ је одржао седницу на којој се расправљало о новонасталој политичкој ситуацији и одређивању акције КПЈ. Тим поводом донета је одлука да Ђуро Ђаковић упути писмо свим покрајинским секретарима КПЈ с директивама за рад у новонасталим условима. Упркос завођењу диктатуре, Ђуро је настојао да се илегални партијски рад настави, па је половином јануара присуствовао Покрајинској конференцији СКОЈ-а за Хрватску и Славонију, која је одржана у селу Грачанима, код Загреба. Крајем јануара Ђуро је уз помоћ загребачке партијске организације организовао бекство из полиције Михајла Вранеша, члана МК КПЈ за Загреб који је био ухапшен септембра 1928. године заједно са Андријом Хебрангом. Вранеш је након бекства био смештен у селу Грачанима, где га је обишао Ђуро Ђаковић, а касније је емигрирао у Совјетски Савез. Ово бекство било је извршено уз помоћ стражара Петра Брчића, који је био симпатизер КПЈ. Преко њега је Ђуро одржавао везу и са Јосипом Брозом, током његовог боравка у истражном затвору, након хапшења августа 1928. године. Почетком децембра 1928. Ђуро је формирао специјалну групу са задатком да организује бекство из затвора неколико ухапшених комуниста, међу којима је први био Броз. Ипак ово бекство је било осујећено његовим пребацивањем у другу ћелију, након чега се одустало од организације бекства.
Почетком фебруара Ђуро се у Загребу сусрео са Симом Марковићем, вођом „десне фракције” у КПЈ с којим је разговарао о стању у београдској партијској организацији и његовом одласку у Совјетски Савез. Крајем истог месеца у Шестинама, на периферији Загреба је одржано проширено партијско саветовање на коме је дошло до размимоилажења у новом руководству КПЈ, а пре свега између Јована Малишића, политичког и Ђуре Ђаковића, организационог секретара. Малишић је на саветовању поднео Реферат о политичкој ситуацији и задацима КПЈ, али је Ђуро био незадовољан рефератом тражећи конкретне акције, при чему је добио подршку чланова Бироа Централног комитета Савеза комунистичке омладине Југославије. Почетком марта Ђуро је отишао у Београд, с циљем решавања проблема у београдској партијској организацији, где се поново састао са Симом Марковићем. Након овога половином марта инструктор ЦК КПЈ Брацан Брацановић, је успео да формира нови Месни комитет КПЈ за Београд, а пре тога и нови Покрајински комитет КПЈ за Србију. Почетком априла Ђуро је као организациони секретар ЦК КПЈ упутио циркуларно писмо свим партијским руководствима поводом организовања прославе Првог маја у коме се говорило о економској и политичкој ситуацији.

### Хапшење и убиство априла 1929.
Револуционарно-партијска активност Ђуре Ђаковића није била непримећена од стране полиције, па је Краљевско редарствено равнатељство у Загребу још 13. децембра 1928. године расписало потерницу за њим. Завођењем Шестојануарске диктатуре, јануара 1929. године, допуњен је „Закон о заштити јавне безбедности и поретка у држави” како би се тадашњи режим обрачунао са свим политичким противницима, а пре свега са револуционарним радничким покретом и илегалном Комунистичком партијом. За Ђуром Ђаковићем, као чланом најужег руководства КПЈ, полиција је стално трагала. Крајем јануара Министарство унутрашњих дела је обавестило Великог жупана загребачке области о акцији „инструктора Комунистичке интернационале за реорганизацију КПЈ”, којом је после одласка Филипа Филиповића руководио Ђуро Ђаковић. Након овога Велики жупан загребачке области Петар Зрелец је почетком фебруара издао налог за потрагу за истакнутим комунистичким првацима Филипом Филиповићем, Ђуром Ђаковићем, Ђуром Салајем и др. Равнатељ Краљевског редарственог равнатељства др Јосип Враговић је крајем фебруара известио Великог жупана да није могао пронаћи Ђуру Ђаковића, који је иначе евидентиран код овог уреда. Министарство унутрашњих послова је крајем марта Великог жупана загребачке области обавестило да се према њиховим сазнањима Ђуро Ђаковић и Ђуро Салај налазе у Славонском Броду и захтевало је енергично спровођење хапшења.
Загребачка полиција интензивно је трагала за Ђуром Ђаковићем и другим истакнутим функционерима КПЈ, али пошто су они живели и радили илегално било је тешко ући им у траг. Ђуро је био ухапшен у Загребу, у вечерњим сатима 20. априла 1929. године, заједно са Николом Хећимовићем, секретаром Црвене помоћи Југославије. Они су били ухапшени готово случајно, наиме њих двојица су се враћајући се са једног састанка, који је био одржан у стану једног члана КПЈ, упали у велику полицијску рацију на Рибњаку, која је била спроведена на територији читавог града и у којој је било ухапшено 57 лица. Ђаковића и Хећимовића су ухапсили полицијски агенти Фирст и Цивидини, који су их потом спровели у истражни затвор у Петрињској улици број 18.
Саслушање Ђаковића и Хећимовића отпочело је исто вече у Краљевском редарственом равнатељству. Пошто је код Ђаковића био пронађен илегални партијски материјал он је инспекторима рекао да је курир илегалне Комунистичке партије Југославије и да повремено преноси комунистичку литературу из Аустрије у Југославију. Сутрадан 21. априла шеф загребачке полиције Јанко Бедековић је обавестио Министарство унутрашњих дела о спроведеној рацији и хапшењу Ђаковића и Хећимовића. Пошто је затвор у Петрињској улици био пун, ухапшени Ђаковић и Хећимовић су одвојено били смештени у иследничким канцеларијама, где су их агенти саслушавали и дању и ноћу, подвргавајући их мучењима. Ђуру су тукли по табанима, стомаку и глави, а под нокте су му забадали усијане игле. Пошто ни поред тортуре, од њих нису успели да добију било какву корисну информацију о другим комунистичким функционерима, илегалном партијском раду, партијским везама и илегалним пунктовима, полицијске власти су донеле одлуку да их убију. Тај задатак био је поверен жандармеријским капларима Милану Бркићу и Николи Аралици. Њима је командант жандармеријског пука у Загребу потпуковник Радивоје Ристић издао наређење да Ђаковића и Хећимовића преузму од загребачке полиције и 24. априла спроведу на југословенско-аустријску границу, како би показали место где су оставили комунистичку литературу коју су донели из Аустрије. Жандармеријска патрола с Ђаковићем и Хећимовићем је 24. априла око подне стигла возом у Марибор, где им се прикључио агент пограничног комесаријата Франц Фрадел. Потом су преко Рошпоха, Урбана и Светог Крижа продужили према југословенско-аустријској граници. У Светом Крижу им се придружио финансијски контролор Франц Борец и општински секретар учитељ Иван Хлебец. Након неколико сати пешачења, патрола је око 21 час стигла у Велики Боч, где је извршен претрес на имању Симона Градишника у кући Карла Лединека, преко кога је ишао канал за преношење илегалне комунистичке литературе из Аустрије. Пошто Лединек није био код куће, а претрес није дао никаквих резултата група је морала да се врати назад у Марибор. Пошто је ноћ већ одмакла, жандари Бркић и Аралица су одлучили да са Ђаковићем и Хећимовићем преноће у жандармеријској станици у Селници об Драви.
Сутрадан 25. априла 1929. године жандармеријска патрола је око 11 часова преподне Ђаковића и Хећимовића поново одвела на југословенско-аустријску границу. Најпре су отишли у Велики Боч, али пошто су ту добили информацију да је Карл Лединек ухапшен, кренули су према Светом Јурју на Песници. На овом путу, у једној шуми уз саму границу, недалеко од села Свети Дух на Оштрем Врху, жандари Бркић и Аралица су око 17 часова убили Ђуру Ђаковића и Николу Хећимовића при наводном „покушају бекства”. Након убиства жандари су се вратили у Загреб, а тела Ђаковића и Хећимовића је након два дана, 27. априла пронашао пастир Јосип Клампфер, који је радио на имању аустријског поседника Франа Феликса. Истог дана Аустријска телеграфска агенција је објавила вест о смрти двојице људи на југословенско-аустријској граници. Сутрадан 28. априла аустријске пограничне власти са инспектором Карлом Мозером долазе на лице места и током увиђаја установљавају да су Ђаковић и Хећимовић убијени на аустријској територији и да су након тога њихова тела довучена на границу. Истог дана на место злочина је дошла и среска комисија из Марибора у саставу — срески начелник др Марко Ипавац, жандармеријски мајор Немања Радојчић и лекари др Михаел Родлесник и др Иван Јуречко, која је извршила увиђај и обдукцију лешева. Пошто је обдукција завршена тек око 20 часова, лешеви су и сутрадан остали на месту где су убијени, након чега су били сахрањени у заједничку гробницу на гробљу у селу Свети Дух.
Дана 29. априла 1929. године бечки Раднички лист објавио је чланак о убиству Ђуре Ђаковића и Николе Хећимовића под називом „Убијена два југословенска бегунца”, док је орган берлинске Црвене помоћи објавио чланак под називом „Југословенски погранични полицајци као убице”. Истог дана заступник министра иностраних послова Коста Кумануди је поводом вести о убиству посетио председника Владе генерала Петра Живковића, који је потом примио аустријског посланика у Београду због повреде аустријске границе. Шеф загребачке полиције Јанко Бедековић је поводом натписа аустријске штампе издао званично саопштење о убиству Ђуре Ђаковића и Николе Хећимовића, које је сутрадан 30. априла штампано у љубљанском листу Јутро, београдским листовима Политика и Време и загребачким листовима Новости и Јутарњи лист. Упоредо са југословенском штампом, која је поводом убиства на граници објавила званично саопштење загребачке полиције, инострана штампа је писала о смишљеном убиству. Бечки Раднички лист је 30. априла објавио чланак „Пуцали су на њих приликом њиховог бекства — не, убили су их”, док је московска Правда објавила чланак „Убиство југословенских комуниста”, такође о убиству су писали и листови Комунистичке партије Аустрије, Радничке партије Бугарске, Комунистичке партије Француске, као и лист Комунистичке интернационале.
Након вести о убиству Ђуре Ђаковића и Николе Хећимовића Комунистичка партија Југославије и Савез комунистичке омладине Југославије издали су четири летка, који су растурани 30. априла и 1. маја поводом Празника рада, а издали су их — ЦК КПЈ, Биро ЦК СКОЈ-а, Месни комитет КПЈ за Загреб и Месни комитет СКОЈ-а за Загреб. Централног комитета КПЈ је 4. маја доставио Коминтерни извештај под називом „Информација о уморству бившег народног посланика Ђуре Ђаковића и приватног чиновника Николе Хећимовића”, а сутрадан је руководство КПЈ ангажовало адвокате др Иву Политеа и др Тому Јанчиковића, да у име породица убијених покрену кривични поступак поводом њихових убистава, како би јавност сазнала праву истину. На захтев адвоката, комисија Окружног суда у Марибору је 7. маја 1929. године отишла у Свети Дух и извршила поновну обдукцију лешева Ђуре Ђаковића и Николе Хећимовића. Приликом ове обдукције констатоване су тешке физичке повреде нанете тупим предметом по целом телу, као и убиство ватреним оружјем из непосредне близине спреда. Након нових сазнања о насилној смрти Ђаковића и Хећимовића, група немачких интелектуалаца — проф. др Фрис, проф. др Бергер, проф. Вилхелм Леве, Леонард Франк, Игнац Вробел и Карин Михаелис упутила је протестни телеграм председнику Министарског савета Краљевине СХС генералу Петру Живковићу, а половином маја то је урадио и Комитет за одбрану жртава белог терора на Балкану, чији је председник био Анри Барбис.
Борба за истину о погибији Ђуре Ђаковића и Николе Хећимовића вођена је веома активно како у земљи, тако и у иностранству. У току маја у Бечу је била формирана Међународна истражна комисија са задатком да испита све околности под којима су убијени Ђаковић и Хећимовић. Крајем маја један члан руководства Црвене помоћи Југославије је доставио Извршном комитету Коминтерне препис и фотокопије оригинална записника судске комисије о ексхумацији, као и фотографије њихових лешева. Аустријски адвокат др Едуард Флигл дошао је у Загреб како би са адвокатима Ивом Политеом и Исаком Вајсом радио на утврђивању идентитета убица и покретању судског поступка против њих, али је крајем јуна био ухапшен од стране загребачке полиције и након неколико дана проведених у затвору, протеран из Југославије. Адвокати Иво Политео и Тома Јанчиковић су 31. јула Окружном суду у Марибору, у име чланова породица погинулих, а на основу прикупљених доказа покренули кривични поступак, јер су постојале индиције да су учињена два убиства. Након неколико дана, државно тужилаштво у Марибору је обавестило адвокате да је њихов предмет у случају покретања кривичног поступка уступљен Савском дивизијском суду у Загребу. Након неколико месеци 7. октобра 1929. потпуковник Радивоје Ристић в.д. команданта Деветог жандармеријског пука у Загребу је донео решење којим се прекида сваки даљи рад по тужби адвоката Политеа и Јанчиковића и цео предмет се као завршен ставља у архиву. Као разлог за прекидање поступка у решењу је наведено да поновна обдукција коју је 7. маја извршила комисија Окружног суда у Марибору, као и прва обдукција коју је 28. априла извршила полицијско-среска комисија из Марибора нису урађене у складу са Законом о поступку војних судова.
Страна штампа, углавном радника и левичарска, а посебно она под утицајем комунистичких партија и организација, веома опширно је извештавала о убиству Ђуре Ђаковића и Николе Хећимовића, што је у значајној мери осујетило план југословенских власти да заташкају ово убиство и прикажу га као убиство „приликом бега”. Кампања за истину о убиству на југословенско-аустријској граници вођена је током читаве 1929. године, а посебно се интензивирала након трагедије у Самобору, 27. јула 1929. када су у окршају с полицијом погинули секретари СКОЈ-а Јанко Мишић и Мијо Орешки. Убиство Ђуре Ђаковића и Николе Хећимовића било је прво политичко убиство „Шестојануарске диктатуре” и почетак отвореног прогона револуционарног радничког покрета и КПЈ, у коме је страдао већи број руководилаца КПЈ и СКОЈ. Од 1929. до 1932. пред Државним судом за заштиту државе била су покренута 83 процеса против комуниста на које је изведено више стотина осумњичених, а само у току 1929. њих 220. У сукобу с полицијом приликом хапшења или у затвору, у периоду од 1929. до 1931. убијен је велики број истакнутих комуниста. Поред Ђаковића и Хећимовића у току 1929. страдали су — Јанко Мишић и браћа Мијо и Славко Орешки, убијени у сукобу с полицијом у Самобору 27. јула; Паја Маргановић, убијен у загребачкој полицији 31. јула; Маријан Браун и Бењамин Финци, убијени крајем јула у сарајевској полицији; Владимир Нешић, убијен у београдској полицији 26. августа; Јосип Хаук убијен 29. августа у осијечкој полицији; Брацан Брацановић, убијен у београдској полицији 27. септембра и др.

## Породица
Ђуро Ђаковић је имао двојицу синова — Стјепана (1912—1942) и Јосипа (1921—1942), као и ћерку Ружу, рођену 1917. године. Обојица синова су учествовала у револуционарном радничком покрету и Народноослободилачкој борби.
Стјепан Ђаковић је рођен 15. децембра 1912. у Сарајеву. Након очевог убиства, руководство КПЈ га је септембра 1932. упутило на школовање у Совјетски Савез, где је завршио Комунистички универзитет националних мањина Запада (КУНМЗ). У јесен 1937. вратио се у Југославију, где је након одслужења војног рока, укључен у чланство Покрајинског комитета КПЈ за Босну и Херцеговину. Као делегат Покрајинског комитета за БиХ, учествовао је на Петој земаљској конференцији КПЈ, октобра 1940. у Загребу. Био је учесник Народноослободилачке борбе од 1941. године. Јануара 1942, на путу за Главни штаб НОВ и ПО Хрватске, у сукобу са усташама на Великој Капели, био је рањен и заробљен. Након опоравка у болници, пребачен је у усташки затвору у Загребу, где је био током истраге мучен, а на крају убијен.
Јосип Јоцо Ђаковић је рођен 15. јула 1921. у Сарајеву. Уз помоћ КПЈ је 1930-их отишао у Совјетски Савез, где му је живео старији брат. Године 1937. вратио се у Југославију и активно укључио у рад организације Савеза комунистичке омладине Југославије (СКОЈ) у Загребу. Од краја 1940. био је члан Покрајинског комитета СКОЈ-а за Хрватску, а у 1941. секретар Месног комитета СКОЈ-а за Загреб и члан Месног комитета КПХ за Загреб. Августа 1941, после сукоба Јосипа Копинича и руководства ЦК КП Хрватске, смењен је са функције секретара МК СКОЈ-а, због грешака исказаних приликом неуспелог покушаја ослобођења затвореника из логора Керестинец. Тада је остао само члан Месног комитета СКОЈ-а за Загреб. Усташка надзорна служба ухапсила га је 11. новембра 1941. у Загребу. Услед тешких мучења у полицији, извршио је велику провалу у загребачку партијску организацију, у којој су ухапшени Иван Сребрењак и Андрија Хебранг. После је пребачен у логор Јасеновац, где је убијен током 1942. године.

## Наслеђе и спомен-обележја
Након трагичне смрти Ђуро Ђаковић је за југословенске комунисте постао један од симбола жртава терора Шестојануарске диктатуре, али и пример револуционарне борбе. Годишњица његове смрти обележавана је сваке године, а марта 1934. у сусрет петој годишњици, на предлог члана централног руководства Ловре Кухара, Црвена помоћ Југославије је дан Ђаковићеве и Хећимовићеве смрти — 25. април прогласила за „спомен-дан жртава белог терора у Југославији”, односно за Дан Црвене помоћи Југославије, а ову одлуку је потврдио Централни комитет КПЈ, 23. септембра исте године. Јуна 1935. у Иври сир Сену, код Париза, на иницијативу исељеника из Југославије приређена је антифашистичка изложба на којој је био изложен велик број фотографија радничких бораца који су убијени од увођења Шестојануарске диктатуре. Посебна пажња на овој изложби била је посвећена фотографијама насталим након убиства Ђуре Ђаковића и Николе Хећимовића.
У току Шпанског грађанског рата, крајем маја 1937. Благоје Паровић, члан ЦК КПЈ и политички комесар 13. интернационалне бригаде одржао је предавање интербригадистима о револуционарном путу Ђуре Ђаковића, након чега су борци батаљона који је израстао из Балканске чете једногласно одлучили да њихов батаљон понесе име — Интернационални батаљон „Ђуро Ђаковић“. Овај батаљон касније се борио у саставу 129. интернационалне бригаде Шпанске републиканске армије. Октобра 1938, генерални секретар ЦК КПЈ Јосип Броз Тито је у Москви написао опширну биографију Ђуре Ђаковића, која је поводом десетогодишњице његове смрти априла 1939. штампана у неколико градова у Совјетском Савезу. У току Другог светског рата, у Белгији је у оквиру Покрета отпора формирана јединица „Ђуро Ђаковић”, коју су сачињавали исељеници из Југославије.
Крајем 1944. Централни комитет КПЈ је донео одлуку о оснивању Партијске школе у Београду, која би носила име Ђуре Ђаковића. Пошто је рат још увек трајао, с фронта се није могао повући већи број партијског и војног кадра на школовање, па је Виша партијска школа „Ђуро Ђаковић” формирана 1945. године. Ова школа радила је до 1954, а након тога је 1960. формирана Виша школа политичких наука, која је 1968. прерасла у Факултет политичких наука у Београду. С обзиром да Ђуро Ђаковић током свог партијског и револуционарног рада није припадао „фракционашкој” борби унутар КПЈ, послератно руководство КПЈ га је величало као доследног борца за радничка права, поистовећујући га са народним херојима из Народноослободилачког рата. Његово име носиле су улице и тргови, основне школе, касарне ЈНА и друге установе.
Године 1947. једна од првих Ђаковићево име понела је Творница вагона у Славонском Броду, чији је некада био радник. Током година фабрика је прерасла у велики индустријски гигант који се бавио производњом шинских возила, индустријских и енергетских постројења, као и челичних конструкција, а данас послује под називом Ђуро Ђаковић Холдинг. На тридесету годишњицу погибије Ђуре Ђаковића, 1959.  његово име добијају основне школе — у Београду и Загребу. Загребачка основна школа „Ђуро Ђаковић”, налазила се у насељу Житњак и 1991. променила је назив у „Житњак”, док се београдска основна школа „Ђуро Ђаковић”, налазила на Старом граду и 1993]. променила је назив у „Скадарлија”. Основна школа са Ђаковићевим именом налазила се и у његовом родном месту Бродском Варошу, али је она временом угашена и постала истурено одељење основне школе „Ивана Брлић-Мажуранић” из Славонског Брода. Једина образовна институција са његовим именом данас је Техничка школа „Ђуро Ђаковић” у Куршумлији, која је измештена из Подујева.
Име Ђуре Ђаковића носила је и касарна ЈНА у Задру. Улице са његовим именом налазиле су се широм Југославије, а данас његово име носи 46 улица у Републици Србији — у Апатину, Бору, Ћуприји, Књажевцу, Лесковцу, Нишу, Пироту, Пожаревцу, Смедереву и Суботици, као и свега 5 улица у Републици Хрватској — у Вуковару, Нашицама, Дарди, Мајшкој Међи и Поповцу. У већини главних градова бивших југословенских република Ђаковић је изгубио своју улицу, па се тако данас бивша улица Ђуре Ђаковића у Загребу зове Радничка цеста, у Београду Венизелосова, а у Сарајеву Алипашина.
Марта 1949. приликом припрема за обележавање двадесетогодишњице његове смрти, Централни комитет КПЈ донео је одлуку да се његови посмртни остаци пренесу из Светог Духа на Оштрем Врху и сахране у Гробници народних хероја на Калемегдану, где су годину дана раније пренети посмртни остаци револуционара и народних хероја Иве Лоле Рибара и Ивана Милутиновића. Церемонија преноса посмртних остатака започела је 23. априла у Марибору, где је 15.000 људи испратило специјалну композицију са посмртним остацима, која се потом упутила према Љубљани, где су на железничкој станици грађани одавали почаст, а говор је одржао Јоже Потрч. Након Љубљане, специјална композиција је стигла у Загреб, где је ковчег с посмртним остацима био изложени на тргу испред загребачког колодвора. Овде су пред неколико десетина хиљада људи говорили Драгутин Саили, у име ЦК КП Хрватске и Марко Белинић, у име Главног одбора Савеза синдиката Хрватске. После Загреба,  специјална композиција се упутила ка Славонском Броду, где су се грађани на простору око железничке станице опраштали од Ђаковића, а говоре су одржали Фрањо Сертић, у име Градског комитета КПХ и Мартин Лалић, у име радника Творнице вагона. Специјална композиција је потом наставила ка Београду, где је стигла 24. априла. Од београдске железничке станице, где је посмртне остатке дочекало више хиљада грађана, посмртна поворка се кретала Немањином улицом, Улицом кнеза Милоша и Улицом маршала Тита до Теразија, где је у име радничке класе Југославије говорио Ђуро Салај. Након тога, посмртна поворка је Улицом кнеза Михаила наставила према Калемегдану, где је у име Политбироа ЦК КПЈ говор одржао Франц Лескошек. Церемонији сахране посмртних остатака присуствовао је читав партијски и државни врх ФНР Југославије, међу којима — Јосип Броз Тито, Александар Ранковић, Милован Ђилас, Едвард Кардељ, Моше Пијаде, Светозар Вукмановић Темпо, Благоје Нешковић, Борис Кидрич, Иван Гошњак, Божидар Масларић и Иван Рибар.
Ђаковићу је подигнуто неколико спомен-обележја. Једно од првих била је спомен-плоча на згради у Загребу, на Медвјешчаку број 20, испред које је 20. априла 1929. ухапшен са Николом Хећимовићем, постављена 21. новембра 1948. године. Приликом преноса посмртних остатака, априла 1949. на Гробници народних хероја постављена је његова спомен-биста рад вајара Стевана Боднарова. На родној кући Ђаковића у Бродском Варошу 25. априла 1951. постављена је спомен-плоча, са текстом:
| „ | У овој кући, 30. новембра 1886. године, родио се херој југословенског пролетеријата, секретар ЦК КПЈ Ђуро Ђаковић. Он је посветио сав свој живот неустрашивој борби за права радног народа. Нека нас његов свијетли лик подсјети на тешке, али славне дане учвршћења Комунистичке партије у доба уклањања фракционашких борби и припремању Партије за њезин велики задатак: ослобођење и побједу радног народа. У доба терора монархофашистичке диктатуре, непријатељи радничке класе убили су Ђуру Ђаковића 25. априла 1929. године, али нису могли убити његово дјело, јер његов свијетли лик остао је као путоказ у даљњој борби пролетеријата, који је ишао из победе у победу. Нека је слава вјерном сину Комунистичке партије Југославије и неустрашивом борцу за ослобођење радничке класе другу Ђури Ђаковићу! | ” |

Године 1952. у Светом Духу на Оштрем врху, у близини места на коме је су убијени постављено је спомен-обележје Ђури Ђаковићу и Николи Хећимовићу. Ово спомен-обележје је 1978. замењено новим, када су ту постављене и спомен-бисте Ђаковића и Хећимовића. Тада је постављено ново спомен-обележје у облику граничног камена на коме је на српскохрватском и словеначком језику постављен следећи натпис:
| „ | По наредби противнародног режима бијаху Ђуро Ђаковић организациони секретар ЦК КПЈ и Никола Хећимовић секретар ЦК Црвене помоћи Југославије уморени 25.IV.1929. у Шеловој грапи уз државну границу Пред Шести конгрес КПЈ 1952. године споменик су поставили Титови граничари. Био је допуњен 1978. године. | ” |